# Voleibol

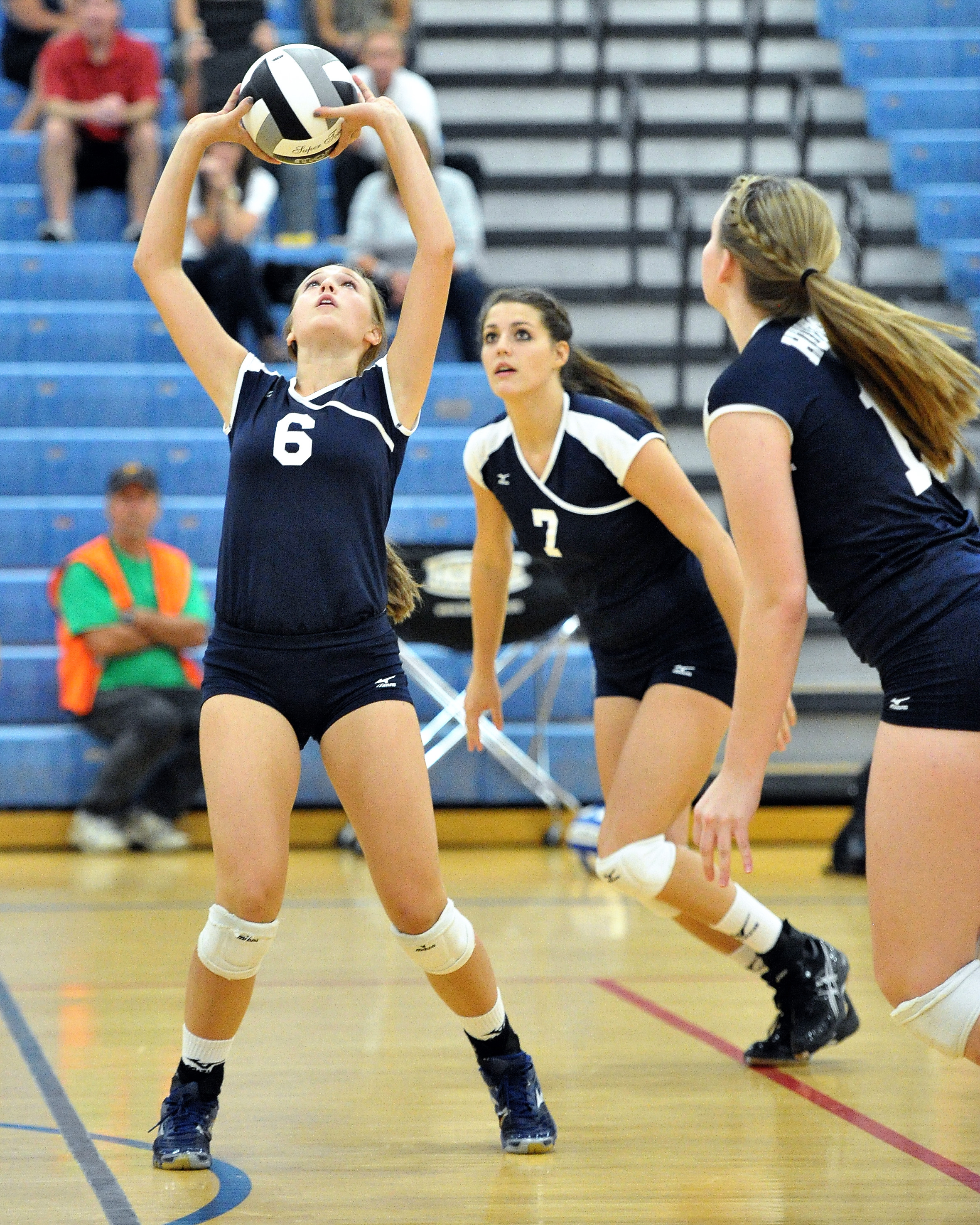
Jugadores de voleibol d'un institut de Hudson (Ohio), Estats Units.

El voleibol, balovolea o, vòlei és un esport d'equip que consisteix a fer passar la pilota al camp contrari per damunt d'una xarxa col·locada horitzontalment al mig de la pista, principalment es juga mitjançant les mans, encara que les regles també permeten fer-ho amb qualsevol altra part del cos. La pilota pot ser tocada o impulsada amb cops nets, però no pot ser aturada, agafada, retinguda, ni acompanyada. Per anotar un punt cal aconseguir que la pilota toqui a terra al camp del rival, encara que hi ha altres maneres com el block out o que l'equip contrari llançi la pilota fora del camp. L'objectiu del voleibol és guanyar 3 dels 5 sets del partit. Hi ha unes quantes modalitats segons la superfície on es jugui. Si és una pista és voleibol, si la superfície és de sorra se'n diu voleibol platja. Les regles de la rotació de jugadors són les mateixes, perquè es fa quan es canvia de servei. No és esport de contacte pero tot i així hi han moltes formes de lesionarte.

## Història

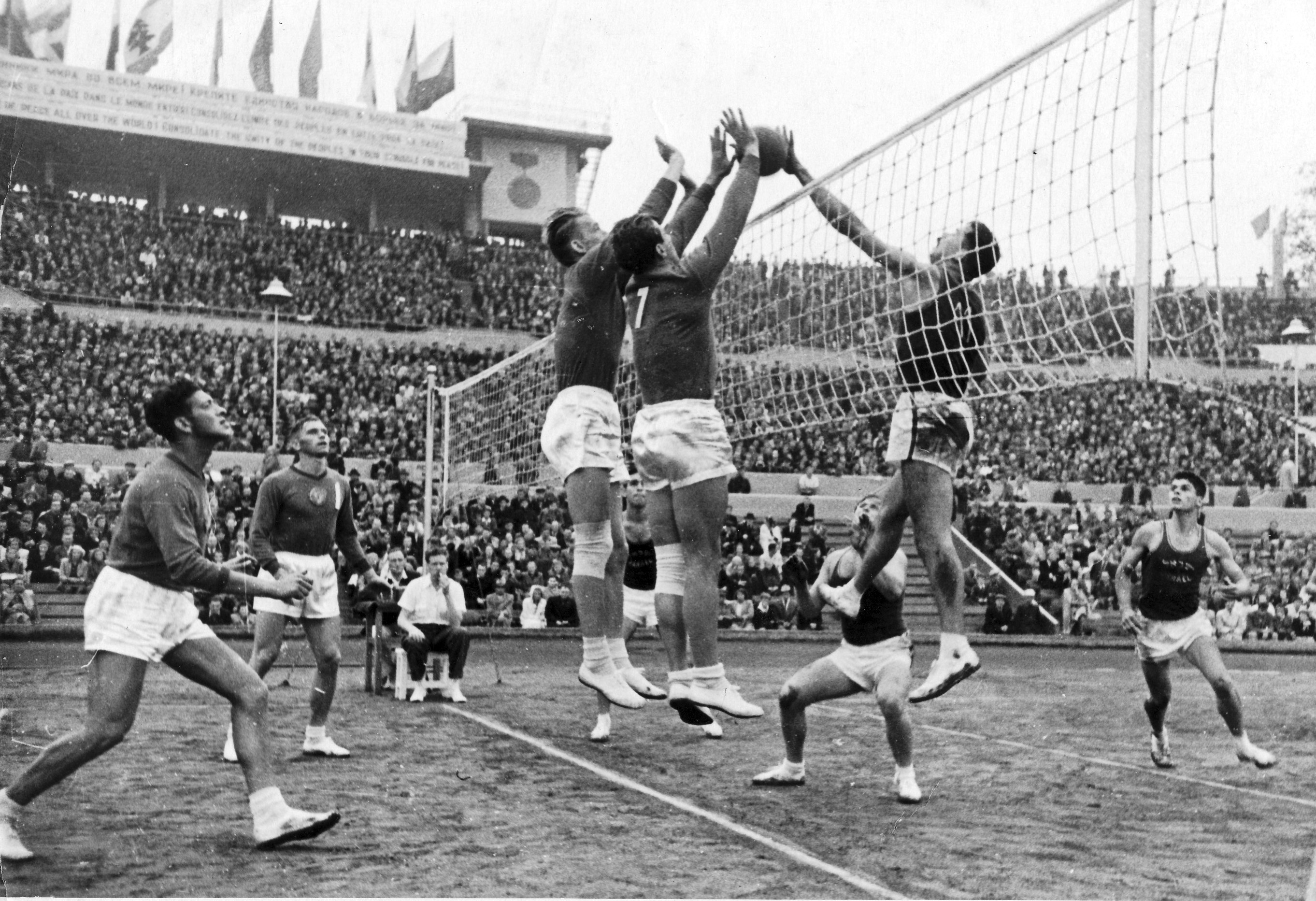
Partit Israel-URSS de l'any 1952, primer mundial de voleibol.

### Origen
Aquest esport, anomenat originàriament mintonette, va ser ideat l'any 1895 per William G. Morgan, essent director d'educació física de l'Associació Cristiana de Joves (YMCA) a Holyoke, Massachusetts. Morgan va voler dissenyar un joc sense contacte físic entre els dos equips essent una alternativa més suau al bàsquet, el qual havia inventat el seu amic James Naismith quatre anys abans a Springfield, a només 16 quilòmetres de distància. Morgan va desenvolupar també les primeres regles, les que preveien un camp de joc de 25 peus × 50 peus (7,62 m × 15,24 m) i una xarxa de 6 peus i 6 polzades (1,98 m) d'alçada. Es tractava d'un joc d'interior per a equips amb elements d'altres esports d'equip com el bàsquet, beisbol, tennis, i handbol. Tant el nombre de jugadors permesos com els contactes amb la pilota eren il·limitats. En cas d'una jugada de servei erroni, existia una segona oportunitat, com al tennis. Amb motiu de la conferència d'entrenadors esportius del YMCA, feta a Springfield al començament del 1896, Morgan va presentar el seu nou joc, el qual va ser ben rebut entre els seus companys de professió. Després de provar pilotes de bàsquet i futbol, Morgan va demanar un disseny específic a l'empresa AG Spalding & Bros. que ja feia pilotes per a uns altres esports. Com que la pilota es juga a l'aire sense tocar a terra, cosa que en anglès es diu volley, el 1896 Alfred T. Halstead va proposar que el joc es digués volley ball. Aquesta proposta es va aprovar, tot i que des de 1952 s'escriu tot junt: volleyball.

### Expansió
Els anys següents la pràctica d'aquest esport es va anar escampant per tot el món. Primer va arribar al Canadà el 1900, i tot seguit, a l'Àsia. Durant la Primera Guerra Mundial els soldats americans el van portar a l'Europa de l'Est, on va esdevenir molt popular. Fins a la caiguda del bloc oriental, a Europa dominaven la Unió Soviètica i Txecoslovàquia. Els anys 20, es va crear la regla, avui vigent, de sis jugadors per equip i de tres contactes amb la pilota. Als Jocs Olímpics de 1924 el voleibol va ser presentat com a esport de demostració. Fins a mitjan segle xx l'esport es va escampar per tot el continent. La fundació de la FIVB el 1947 i el campionat mundial que molt poc després es va fer per primera vegada van ser passos importants. Moltes tècniques i tàctiques que caracteritzen el voleibol modern van ser creades per equips europeus. Pe exemple, el bloqueig i el bagger, que Txecoslovàquia va fer servir el 1938 i el 1958, respectivament. Així com l'atac des de la línia de fons, que Polònia va fer servir per primer cop el 1974, i el sistema de 5-1, amb el qual jugava la Unió Soviètica.
El 1912 es van revisar les regles inicials pel que fa a les dimensions de la pista. També es va fixar la mida de la pilota, que fins llavors no havia estat determinat. Es va limitar a sis el nombre de jugadors per equip, i es va incorporar la rotació en el servei. El 1922 es regula el nombre de tocs per equip, fixant-lo en tres, i es limita l'atac dels defenses. També es va establir que per guanyar el set, quan el marcador fos 14-14, s'havien de guanyar dos punts consecutius. En relació als Jocs Olímpics el voleibol és esport olímpic des del 1964 (jocs de Tòquio). El vòlei platja s'admet a la FIVB el 1986, i el 1996 als Jocs Olímpics d'Atlanta.
Des de finals del segle xx hi ha hagut canvis substancials, buscant fer-ne un joc més vistós. El 1998 es crea el jugador "lliure". El 2000 es redueix la durada dels partits eliminant l'exigència de tindre el servei per puntuar: es pot guanyar punt i servei a la mateixa jugada mentre que abans es podia estar robant serveis alternativament sense que el marcador avancés. Està permès tocar la pilota amb qualsevol part del cos. Es permet que el servei toqui la xarxa si passa al camp contrari. El 2006 es proven dos possibles canvis nous a algunes competicions: permetre un segon servei si es falla el primer, com al tennis; i tindre a la banqueta un segon jugador lliure per anar-lo canviant. Al congrés de Dubai de juny del 2008 només s'accepta poder canviar el jugador lliure només una vegada per partit. El 2010 es canvia la regla del toc de xarxa: només serà falta de toc de xarxa.

## Regles bàsiques del voleibol

### El terreny de joc
El camp normalment té 18 metres de llargada i 9 d'amplada, dividit en 2 camps de 9x9 m separats per una xarxa d'alçada variable (2,43 m per homes; 2,24 m per dones; mentre que s'utilitzen altres alçades en competicions juvenils, infantils, etc.). A cada camp hi ha una línia paral·lela a la xarxa a 3 m de distància de la xarxa, anomenada "línia d'atac". A l'exterior de la pista hi ha una zona lliure d'un mínim de 3 metres d'amplada i un màxim de 5 en els laterals, i de 8 a la part posterior.

### La pilota
La FIVB estableix que la pilota ha de ser esfèrica, de cuir o material sintètic amb una circumferència d'entre 65 i 67 cm, un pes de 260-280 grams, i una pressió a l'interior de 0,30-0,325 kg/cm².

### Vestimenta
Els jugadors de voleibol vesteixen durant el partit samarreta, pantalons curts, mitjons, i calçat esportiu. També acostumen a dur proteccions als genolls i colzes pel contacte habitual amb la superfície de joc.

### Els equips
El voleibol es juga entre dos equips amb un màxim de dotze jugadors, sis que inicien el partit i un màxim de sis que estan a la banqueta. També hi ha variants en les quals el nombre de jugadors en pista és de quatre per cada equip.

### Les parts del joc
Els partits es juguen al millor de tres sets. Si s'arriba als 4 sets perquè cada equip ha guanyat 2 sets, es pot arribar als 5 sets. Cada set es guanya amb 25 punts (amb un avantatge de 2 punts), el cinquè set s'anomena tie break, el qual és de 15 punts.

Rotacions de jugadors al voleibol.

### Les posicions dels jugadors
La pista de cada equip es divideix en sis posicions numerades. La número 1 està situada, amb els jugadors mirant a la xarxa, a la part dreta més allunyada de la xarxa i és la posició des d'on es posa en joc la pilota. La posició 2 és davant de la número 1, entre la "línia d'atac" i la xarxa. Al davant i centre hi ha la posició 3 i a l'esquerra la 4, darrere seu la 5 i al mig de la rereguarda la posició 6.

### Canvi de posició dels jugadors o rotació
Cada vegada que un equip guanya un punt en què el rival ha posat la pilota en joc, tots els jugadors canvien de posició abans de fer el servei. Així, qui estava a la posició 6 passa a la 5, i aquest a la 4, i així successivament fins a situar qui estava al número 1 al número 6.

### Els sistemes de joc
Hi ha diferents sistemes de joc que s'utilitzen en diferents situacions, condicions o objectius. Hi ha la formació de recepció de la pilota, la d'atac i la de defensa. El principal sistema per rebre la pilota, després d'un servei o d'una rematada, és l'anomenat 1:3:2 o sistema en W. En aquesta formació, el col·locador de la zona 2 se situa molt a prop de la xarxa, i el defensa de la zona 6 s'avança. També podem distingir dues formacions diferents d'atac: la primera seria l'anomenada "col·locador per torns", que consisteix en el fet que el jugador de la zona 3 fa les funcions de col·locador i tots els jugadors passen per totes les posicions. L'altra formació seria el sistema de "4 rematadors i 2 col·locadors", en el qual a la línia d'atac i a la de defensa hi ha 2 rematadors i 1 col·locador. A més, per mantenir els col·locadors a les zones 3 i 6, després del servei es modifica la seva situació en el camp. Finalment, el sistema de defensa més popular, és el de "3:1:2", també anomenat "central avançat", en el qual els tres davanters se situen prop de la xarxa per blocar la pilota i el defensa de la zona 6, s'avança.

### Lliure
El jugador "lliure" va ser introduït internacionalment el 1998, i va fer el seu debut a la lliga universitària NCAA el 2002. El lliure és un jugador especialitzat en habilitats defensives: el lliure ha de portar una equipació amb un color diferent dels seus companys i no pot bloquejar o atacar la pilota per sobre de l'altura de la xarxa. Quan la pilota no està en joc, pot entrar i sortir del camp per qualsevol jugador del darrere, sense necessitat d'avís a l'àrbitre. Aquesta substitució no compta respecte al límit permès per set.
El lliure modern també assumeix la posició de segon col·locador quan aquest ha fet el primer contacte amb la pilota. Tanmateix, el lliure té certes restriccions: si la col·locació és per sobre del cap, no pot ser davant (ni sobre) la línia dels 3 metres perquè aleshores no podrà ser atacada davant dels 3 metres. Si la col·locació és per sota del cap, no pateix cap restricció. El lliure acostuma a ser el millor jugador defensiu de l'equip, sigui en defensa o recepció.
Sota la normativa de la FIVB, el lliure no pot fer serveis. A més, es poden designar fins a 2 lliures per equip, però només un pot estar al camp simultàniament.

### Com es juguen els punts
Per començar a jugar un punt, el jugador situat a la zona 1 fa el servei des de darrere de la línia de fons, de manera que la pilota arribi al camp contrari passant per damunt de la xarxa. L'equip contrari pot tocar la pilota fins a 3 vegades abans de tornar-la a l'altre camp, i així successivament, fins que un equip fa que la pilota toqui a terra a dins del camp contrari o que algú cometi una infracció.

### Infraccions que signifiquen la pèrdua del punt

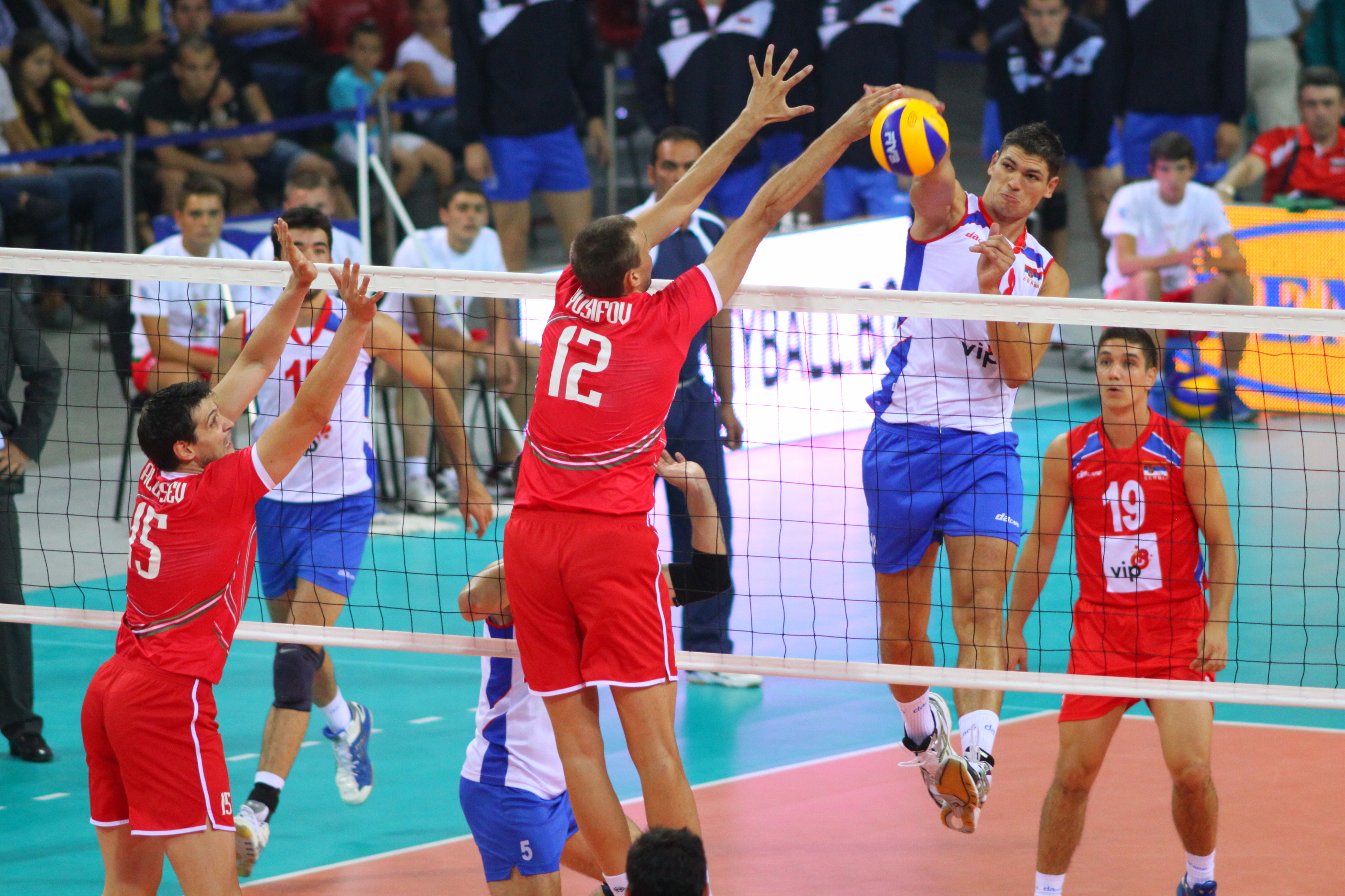
Partit entre Bulgària i Sèrbia.

- Fora: quan la pilota toca el terra, va a fora del camp o toca un objecte extern (assenyalat pels àrbitres amb els dos braços paral·lels al cos i els 2 palmells mirant cap endins a l'alçada de la cara de l'àrbitre).
- Pilota tocada: quan la pilota cau a fora del camp propi (assenyalat pels àrbitres amb els dits de les mans a l'alçada de la cara i refregant-los).
- Retenció: quan un jugador retén o acompanya la pilota (assenyalat amb el palmell d'una mà mirant cap amunt i pujant aquest palmell).
- Dobles: quan un jugador toca la pilota dues vegades seguides (assenyalat mostrant dos dits).
- Quatre tocs: si un equip juga la pilota més de tres vegades (assenyalat mostrant 4 dits).
- Xarxa: quan un jugador toca la xarxa, sempre que aquest jugador intervingui en l'acció del joc (assenyalat tocant la xarxa per la part lateral amb el palmell de la mà).
- Remat de defensa: quan un defensor remata o bloqueja la pilota per damunt de la xarxa entrant al camp contrari des de la zona delimitada per la línia de 3 metres i la xarxa; quan un lliure remata o bloqueja la pilota per damunt de la xarxa (sigui quina sigui la zona en què ho fa); o quan un lliure col·loqui a un altre company amb els dits de la zona delimitada per la línia de 3 metres i la xarxa, i aquest company remati per sobre de la xarxa (assenyalat passant un braç per sobre del cap com si volguessis tocar-te l'orella contrària, sense arribar a fer-ho).
- Invasió: quan un jugador passa un peu complert en camp contrari, o toca la pilota per sota la xarxa (assenyalat amb el dit índex indicant la línia central).
- Invasió aèria: quan un jugador remata la pilota en camp contrari, o quan un jugador bloqueja abans que un jugador rival pugui fer un altre toc de pilota al seu camp (assenyalat amb el palmell mirant el terra a l'alçada de la cara).
- Pantalla: quan un jugador o grup de jugadors de l'equip que serveix es disposen de tal manera que amaguen el jugador que fa el servei o la trajectòria de la pilota a l'equip contrari.
- Falta de rotació: cada vegada que es recupera el servei, l'equip ha de fer una rotació en el sentit de les agulles del rellotge. Si aquesta rotació no es fa, la pilota passa a l'equip contrari.

### Àrbitres
També formen part del joc els i les àrbitres que controlen els temps, les accions de dels jugadors, quan la pilota ha traspassat o no una línia, les infraccions, i el marcador.

## Tècniques

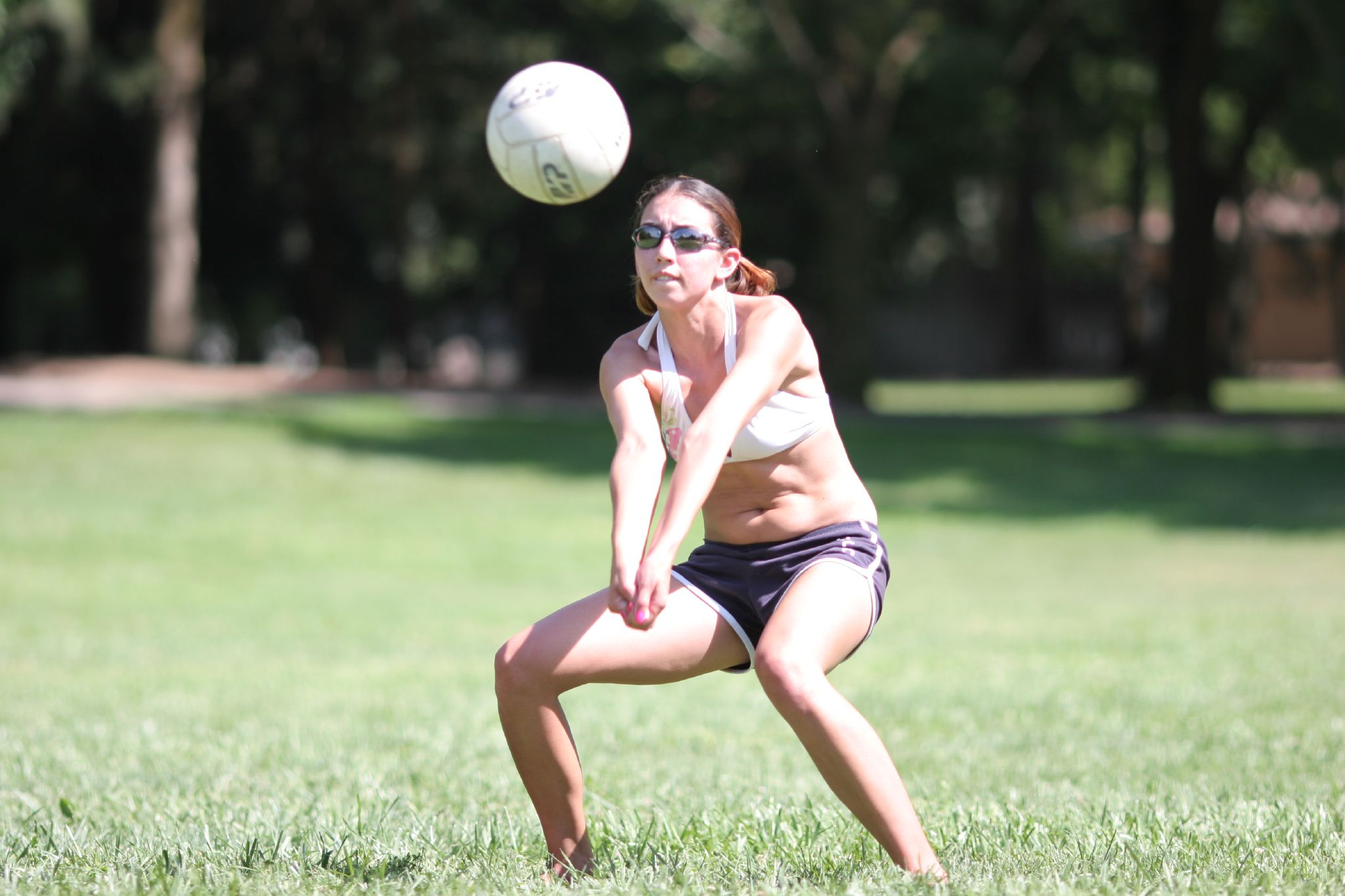
Una recepció

La tècnica del voleibol és molt específica i la precisió és imprescindible per poder dominar el joc. La tècnica consisteix en la realització correcta dels gestos tècnics propis de l'esport. La tàctica individual és l'aplicació intel·ligent d'aquesta tècnica. I la tàctica col·lectiva és la combinació col·lectiva entre 2 o més jugadors.

### Atac
L'atac és la manera amb la qual l'equip intenta fer un punt a l'altre camp ofensivament. Les accions més conegudes són: 
- Servei: S'utilitza per iniciar el joc i la pilota ha de passar directament a l'altre camp. Hi ha diferents tipus de serveis: el servei baix i el servei lateral, que són més segurs però menys potents, i el servei de tennis, amb una trajectòria molt més tensa i difícil de salvar.
- Toc de dits: es fa servir normalment per col·locar la pilota perquè un company pugui fer la rematada. És un gest tècnic que es fa servir per fer passades altes, i el moviment consisteix a flexionar les cames, estirar els braços cap amunt, amb els colzes flexionats i tocar la pilota amb els dits de les dues mans, sense acompanyar-la i sense que la pilota rodi gaire.
- Rematada: Acostuma a ser el tercer toc de l'equip i pretén passar la pilota a l'altre camp sense que l'equip contrari la pugui tornar. Les fases són: el desplaçament, el salt, el cop i la caiguda.

La batuda s'inicia depenent de si ataques amb la dreta o l'esquerra:
Si ets dretà, es comença amb el peu esquerre (un pas llarg, ja que serveix per conduir-te a la posició de la col·locació, seguidament un pas petit amb el peu dret, i al mateix lloc recolzes l'esquerra i saltes amb els dos peus junts, ajudant-te amb l'impuls de les mans.
Si ets esquerrà, és tot el contrari; comences amb el peu dret.
Per aprofitar bé la batuda o carrera de remat, i rematar al punt més alt, s'ha de començar a fer la batuda quan el col·locador hi toca la pilota, abans de colpejar, "carregues el colze" més o menys per l'alçada de l'orella i finalment estires el braç al punt més alt i remates amb la mà dura.
- La "finta": normalment també es realitza fent la batuda però un cop estàs a punt de rematar, toques la pilota amb els dits, i busques on hi ha espai per fer punt, darrere el bloqueig, al mig de la pista.

### Defensa
- Toc d'avantbraços: es fa servir per rebre la pilota després del servei o d'una rematada. Acostuma a ser el primer toc de l'equip i consisteix a tocar la pilota amb els avantbraços per elevar-la i passar-la al col·locador.
- Bloqueig: és l'acció que fan els jugadors prop de la xarxa de l'equip contrari per parar l'atac. Consisteix a saltar i aixecar les mans per intentar parar completament el remat i que "reboti" a l'altre camp fent punt directe o bé, el bloqueig defensiu, que serveix per parar la intensitat del remat i que vagi a parar al teu camp.
  - Es pot arribar a fer triple bloqueig (és a dir, dels tres jugadors que estan a les posicions de dintre dels tres metres).
  - El bloqueig no conta com un toc de l'equip, és a dir, si bloqueges, el teu equip encara pot fer tres tocs més.
  - La tècnica per dur a terme un bon bloqueig és la següent: obres les cames igual que l'amplada que les teves espatlles amb els genolls una mica flexionats per tal de no perdre temps a l'hora de saltar baixant. Els braços han d'estar flexionats amb les mans obertes, i amb un angle de 90% respecte a la xarxa (aquesta posició es fa així per tal que quan saltis, si tens un company al teu costat que també bloqueja no aixequis els braços de costat i li facis mal).

L'equip que guanya el punt és el que fa el següent servei. Cada vegada que hi ha un canvi de servei (és a dir, l'equip que servia perd el punt) es fa una rotació dels jugadors de l'equip guanyador. D'aquesta manera, tots els jugadors han de jugar tant en posicions d'atac com de defensa. L'excepció és el lliure, figura introduïda l'any 2000, que és un jugador que només pot actuar defensivament (no pot rematar ni efectuar serveis).
Hi ha una variant, anomenada vòlei platja, que es juga a l'aire lliure, habitualment amb dos jugadors o jugadores per equip, i amb un reglament lleugerament diferent. Aquesta modalitat és un esport olímpic des de 1996. La delegació espanyola va obtenir la medalla de plata als Jocs Olímpics d'Atenes de 2004.
També hi ha l'anomenat voleibol adaptat, que és per a la gent que té alguna minusvalidesa. Hi ha dues modalitats: dempeus, pràcticament igual que el voleibol i asseguts, en què el terreny de joc és més petit i la xarxa més baixa.

## Competicions

### De seleccions
- Voleibol als Jocs Olímpics
- Campionat del Món femení - masculí
- Lliga Mundial masculina
- Grand Prix Mundial femení
- Copa Grand Champions femenina - masculina
- Copa del Món femenina - masculina
- Campionat d'Europa
- Campionat d'Àsia
- Campionat d'Àfrica
- Copa Amèrica
- Campionat de Nord-americà
- Campionat de Sud-americà

### De clubs
- Copa d'Europa femenina - masculina
- Recopa d'Europa femenina - masculina
- Copa CEV femenina - masculina
- Lliga espanyola femenina - masculina
- Copa espanyola femenina - masculina